# Centre Recreatiu de la Bleda
El Centre Recreatiu de la Bleda és un edifici amb elements noucentistes de Sant Martí Sarroca (Alt Penedès) protegit com a Bé Cultural d'Interès Local.

## Descripció
Edifici d'una sola nau amb teulada a dues vessants i encavallades de fusta, cobertes per un sostre enguixat amb motllures acabades en mènsules.
La façana té un coronament de línies trencades amb semicercle central.
Interiorment, és una cafeteria i sala de ball amb escenari de boca i llinda també motllurada.

## Història
Segons testimoni verbal, el local es va edificar l'any 1911 i és obra de Pau Guasch.